# Stetsonia coryne
Stetsonia coryne (C.F.Först.) Britton & Rose è una pianta succulenta della famiglia delle Cactaceae, originaria della regione sudamericana del Gran Chaco. È l'unica specie nota del genere Stetsonia.
Il nome del genere è un omaggio al giurista statunitense Francis Lynde Stetson (1846 – 1920).

## Descrizione

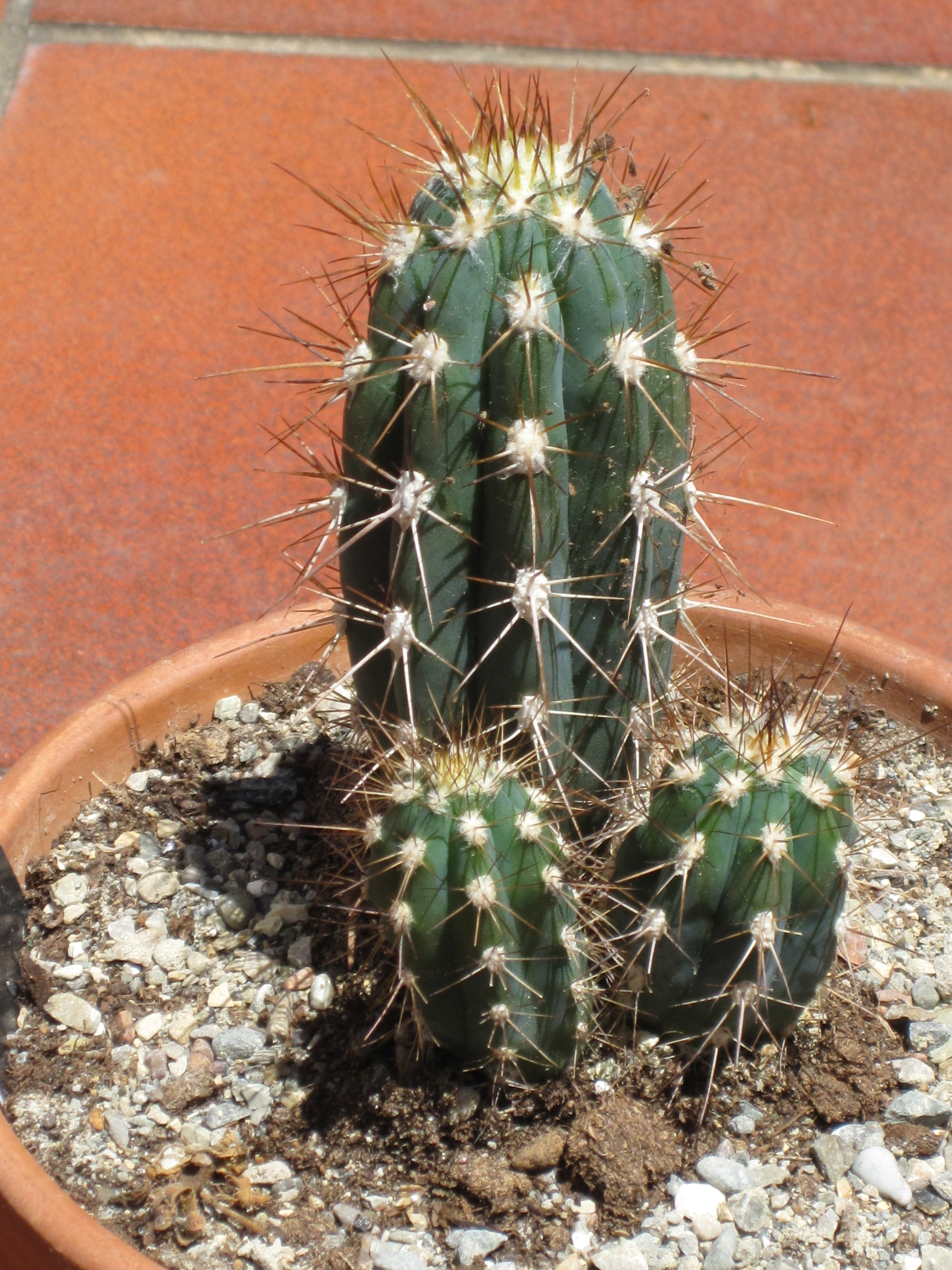
Stetsonia coryne

La pianta è di forma ovale allungata con delle costolature laterali molto evidenziate da cui spuntano areole di spine che possono raggiungere anche la lunghezza di 3 cm, mentre la spina centrale, molto robusta e dura, è posta sulla cima della pianta e arriva a raggiungere i 10 cm; i suoi fiori sbocciano solo di notte e sono di colore bianco.

## Coltivazione
La coltivazione della Stetsonia richiede un terreno poroso e permeabile misto a sabbia grossolana in modo da permettere un buon drenaggio. Le innaffiature dovranno essere regolari durante la primavera e l'estate, ma sospese durante l'inverno e la temperatura non dovrà essere inferiore ai 7 °C.
La riproduzione avviene per seme in terra fine e sabbiosa mantenuta umida ed a una temperatura di circa 21 °C fino a quando il seme non sia germogliato.